# Bassala Sambou
Bassala Sambou (Hannover, 15 oktober 1997) is een Duits-Engels voetballer die onder contract staat bij Fortuna Sittard.

## Carrière
Bassala Sambou speelde in de jeugd van Coventry City FC, waar hij op 7 november 2015 zijn debuut maakte in de met 1-2 verloren wedstrijd in het toernooi om de FA Cup tegen Northampton Town FC. Dit was zijn enige wedstrijd voor Coventry, en in de zomer van 2016 vertrok hij naar Everton FC, waar hij alleen in het tweede elftal speelde. In de zomer van 2019 vertrok hij transfervrij naar Fortuna Sittard, waar hij een contract tot 2022 tekende. Hij debuteerde voor Fortuna op 11 augustus 2019, in de met 1-1 gelijkgespeelde thuiswedstrijd tegen Heracles Almelo. Hij scoorde zijn eerste doelpunt voor Fortuna in de met 4-2 gewonnen thuiswedstrijd tegen Feyenoord. In het seizoen 2020/21 wordt hij door Fortuna aan Randers FC verhuurd.

### Statistieken
| Seizoen                        | Club             | Land           | Competitie     | Competitie | Competitie | Beker | Beker | Totaal | Totaal |
| Seizoen                        | Club             | Land           | Competitie     | Wed.       | Dlp.       | Wed.  | Dlp.  | Wed.   | Dlp.   |
| ------------------------------ | ---------------- | -------------- | -------------- | ---------- | ---------- | ----- | ----- | ------ | ------ |
| 2015/16                        | Coventry City FC | Engeland       | League One     | 0          | 0          | 1     | 0     | 1      | 0      |
| 2016/17                        | Everton FC       | Engeland       | Premier League | 0          | 0          | 0     | 0     | 0      | 0      |
| 2017/18                        | Everton FC       | Engeland       | Premier League | 0          | 0          | 0     | 0     | 0      | 0      |
| 2018/19                        | Everton FC       | Engeland       | Premier League | 0          | 0          | 0     | 0     | 0      | 0      |
| 2019/20                        | Fortuna Sittard  | Nederland      | Eredivisie     | 22         | 2          | 3     | 1     | 25     | 3      |
| 2020/21                        | Fortuna Sittard  | Nederland      | Eredivisie     | 3          | 0          | 0     | 0     | 3      | 0      |
| 2020/21                        | → Randers FC     | Denemarken     | Superligaen    | 6          | 0          | 2     | 3     | 8      | 3      |
| Carrièretotaal                 | Carrièretotaal   | Carrièretotaal | Carrièretotaal | 31         | 2          | 6     | 4     | 37     | 6      |
| Bijgewerkt op 30 november 2020 |                  |                |                |            |            |       |       |        |        |